# Kommunalwahlen in Sachsen 2009
Die Kommunalwahlen 2009 in Sachsen fanden am 7. Juni 2009 statt. In allen sächsischen Kommunen wurden 491 Stadtrats- und  Gemeinderatswahlen sowie 841 Ortschaftsratswahlen durchgeführt. Am selben Tag fanden auch die Wahlen zum Europaparlament 2009 statt. Parallel werden in sechs weiteren Bundesländern Kommunalwahlen abgehalten. Die Wahl galt als stimmungsweisend für die Landtagswahl in Sachsen 2009. Die Wahlbeteiligung betrug 47,6 %.

## Rechtliches
Die Kommunalwahl in Sachsen ist eine Verhältniswahl mit offenen Listen. Der Wähler kann nur zwischen Listen wählen, auf denen die Kandidaten der Parteien und Wählergruppen aufgeführt sind. Jeder Wähler hat bei der Wahl der Gemeindevertretungen drei Stimmen. Diese kann der Wähler auf Kandidaten einer Liste oder verschiedener Listen verteilen (Panaschieren) oder alle drei Stimmen einem Kandidaten auf der Liste geben (Kumulieren).

## Ergebnisse
| Partei                                      | Prozent 2009 (Veränderung zu 2004) | Sitze gesamt |
| ------------------------------------------- | ---------------------------------- | ------------ |
| CDU Sachsen                                 | 32,7 (−11,2)                       | 2962         |
| Freie Sachsen – Allianz unabhängiger Wähler | 24,6 (+14,7)                       | 3104         |
| Die Linke Sachsen                           | 15,4 (−4,4)                        | 857          |
| SPD Sachsen                                 | 10,9 (−0,8)                        | 505          |
| FDP Sachsen                                 | 8,3 (+0,8)                         | 464          |
| Bündnis 90/Die Grünen Sachsen               | 5,0 (+1,6)                         | 64           |
| NPD Sachsen                                 | 2,3 (+0,9)                         | 73           |
| DSU                                         | 0,5 (−1,7)                         | 22           |
| FORUM                                       | 0,2                                | 1            |
| FP Deutschlands                             | 0,0 (−0,1)                         | 2            |
| Die Republikaner                            | 0,0                                | 1            |
| Partei Bibeltreuer Christen                 | 0,0                                | 1            |